# سیارک ۹۱۴۵
سیارک ۹۱۴۵ (به انگلیسی: 9145 Shustov، نامگذاری:1976GG3) نه هزار و صد و چهل و پنجمین سیارک کشف شده‌است که در ۱ آوریل ۱۹۷۶ کشف شد.
قدر مطلق سیارک برابر ۳۸.۹ است.